# Gène chevauchant

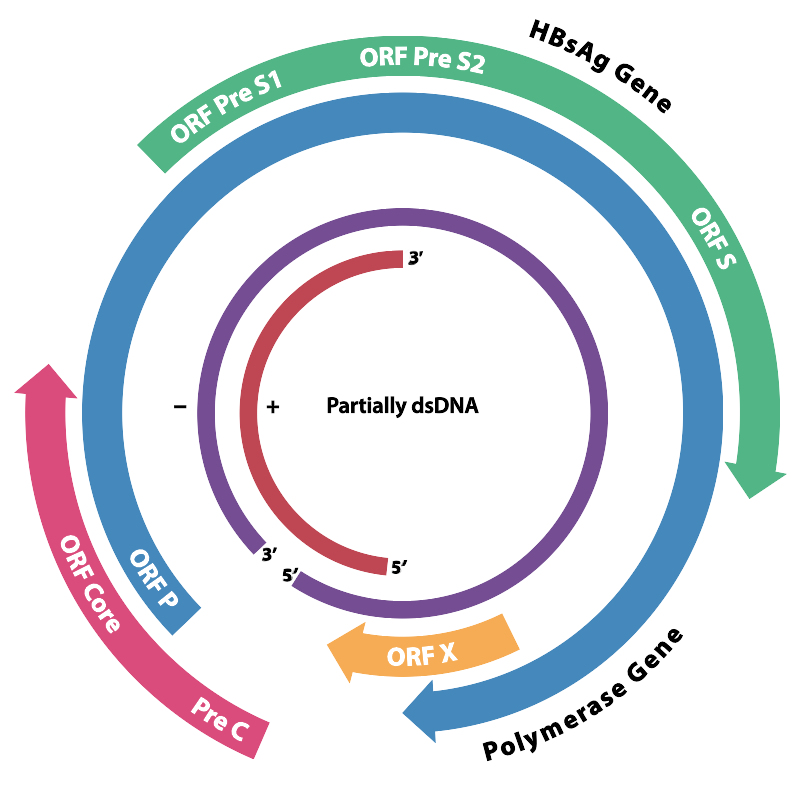
Diagramme de l'organisation génomique du virus de l'hépatite B. Les gènes se chevauchent.

En génétique, un gène est dit chevauchant s'il est superposé, partiellement ou totalement, à un autre gène et exprime une protéine différente de ce dernier. Il peut s'agir de séquences codantes superposées transcrites avec un décalage du cadre de lecture, de l'expression du brin d'ADN complémentaire de la région codante d'un autre gène, de gènes exprimés chacun sur un brin d'ADN complémentaire et qui ne se superposent qu'à leur extrémité 3', voire d'un gène inclus dans l'intron d'un autre gène. De tels gènes chevauchants ont été identifiés chez des virus, des bactéries et des eucaryotes, par exemple chez l'homme.